# Aleksandar Licht
Aleksandar Licht (Aleksander, Alexander) (Sokolovac kraj Koprivnice, 11. travnja 1884. − Ženeva, 14. lipnja 1948.), hrvatski publicist iz redova hrvatskih Židova, cionistički aktivist, filantrop pjesnik i prevoditelj

## Životopis
Rodio se je u Sokolovcu. U Zagrebu završio gimnaziju 1903, doktorirao temeljem rigoroza na Pravoslovno-državoslovnom fakultetu 1909. (studirao i u Beču) te 1913. – 41. vodio odvjetničku pisarnicu. Od 1899. aktivan u društvu Literarni sastanci židovske srednjoškolske omladine u Zagrebu, kojemu je potom postao predsjednikom. U Beču je bio među prvacima cionističkoga Društva Židova visokoškolaca iz jugoslavenskih zemalja »Bar Giora« (predsjednik 1905.). Pripremio i vodio kongres abiturijenata cionista iz južnoslavenskih zemalja u Osijeku 1906, kad je s bratom Hermannom pokrenuo i do 1908. uređivao Židovsku smotru, prvi cionistički časopis u južnoslavenskom dijelu Monarhije, a 1917. bio među pokretačima njegova sljednika Židov. Od 1909. tajnik IO Saveza cijonista u južnoslavenskim zemljama, od 1919. predsjednik radnoga vijeća te od 1933. predsjednik Saveza cijonista Jugoslavije i član komiteta Svjetske cionističke organizacije. Supotpisnik je Spomenice (Zagreb 1918.) kojom se od NV zahtijevala jednakopravnost Židova u Državi SHS, slobodno organiziranje općinskoga života i ustavna zastupljenost manjina u parlamentu. U govoru na cionističkoj konferenciji u Zagrebu 1919. (pretiskano u knjižici Potrebe i zahtjevi. Zagreb s. a., skraćeno i u Židovu, 1919, 4–5) iznio je cionistički politički program jugoslavenskoga židovstva. Od 1929. odbornik Advokatske komore u Zagrebu (isključen u lipnju 1942). Nakon uspostave NDH 1941. uhićen i pritvoren u Grazu, 1943. izbjegnuo u Švicarsku, gdje je sudjelovao u organiziranju pomoći Židovima u NDH.
U Švicarskoj je bio dio male hrvatske kolonije koju su tvorili članovi Stalnog trgovačkog izaslanstva NDH u Zürichu: Joža Milković, David Karlović, D. Petri, dr. Mikšić, Josip Cabas, izvjestitelj agencije „Velebit“ Janešković, Ivan Meštrović, Petar Digović, Stjepan Gaži kao pouzdanik dr. Krnjevića, dr. Peroslav Čikara Paskijević, Ivan Prpić, V. Kovačević, dr. Marko Tarle, Vlaho Raič, Šime Pelicarić i Meneghello Dinčić.
Njegov pjesnički, publicistički i prevoditeljski rad vezan je uz cionističku djelatnost. Pjesme su mu prigodnoga i budničarskoga značaja; na njegov je tekst uglazbljena himna društva »Bar Giora«. S jidiša je preveo Pjesme iz geta M. Rosenfelda (Zagreb 1906), prevodio i druge židovske pjesnike (među ostalim, današnju izraelsku himnu Hatikva N. Herza Imbera). Članke o cionizmu, protiv asimilacije i antisemitizma, osvrte i nekrologe objavljivao u periodicima Izvještaj društva Židova akademičara iz jugoslavenskih zemalja »Bar Giora« u Beču (1903. – 04.), Sijelo (Prag 1904–06), Novi list (1905.), Hrvatska (1906.), Pokret (1906.), Židovska smotra (1906. – 14.), Obzor ilustrovani (1908.), Strossmayer kalendar (1909.), Izvještaj Judeje, židovskog akademskog kultur. kluba u Zagrebu (1910.), Gideon (1919. – 20., 1922. – 23.), Židov (1919. – 24., 1928. – 41.), Nova Evropa (1922. – 24., 1940.), Židovska svijest (1923. – 24.), Narodna židovska svijest (1924. – 27.), Jevrejski glas (1929., 1931. – 32., 193.4–36.), Štampa (Beograd 1934.) i Jevrejski narodni kalendar (Beograd 1936–37). Kao p. o. tiskani su prijevod s njemačkoga Židovstvo u XIX. i XX. vijeku M. S. Nordaua (Osijek 1910.) i O mržnji i o izbavljenju (Zagreb 1937.), a neki prilozi pretiskani su u knjižicama Aleksandar Licht (Zagreb 1934) i Za spomen dra Aleksandra Lichta (Tel Aviv s. a.) te u Novom Omanutu (1999., 32–33). Preveo s njemačkoga Program cijonizma R. Lichtheima (Zagreb 1912.), na njemački pak rukopisno djelo I. Meštrovića Unatoč svemu se nadam (Dennoch will ich hoffen. Zürich 1945.) a prema S. Dubnowu priredio Kratak izvod iz istorije Židova u Italiji (Zagreb 1938.). Pisao i u Odvjetniku (1933., 1937.) te Mjesečniku Pravničkoga društva u Zagrebu (1940.). Zaslužan za utemeljenje športskoga društva »Makabi« 1913. Spominje se i kao slobodni zidar. Zastupao je radikalni cionizam, koji je uz povratak u Palestinu isticao nacionalni, ne vjerski čimbenik (»Lichtova« ili »zagrebačka škola«), te ga se još za života držalo začetnikom cionističkoga pokreta u Hrvatskoj i jednim od glavnih promicatelja Zagreba kao središta cionizma u Jugoslaviji. Potpisivao se i a. l., A. L., dr. a. l. Spisi njegove pisarnice, s dokumentacijom o cionističkom pokretu, fond su u DA u Zagrebu.